# Tour Fortore
La tour Fortore, est une tour côtière située dans la commune de Lesina, province de Foggia dans les Pouilles,. Elle se trouve dans le parc national du Gargano.

## Historique
Elle se trouve près de l'ancienne embouchure du Fortore.Elle est l'une des plus grandes tours côtières du Gargano, remaniée à plusieurs reprises ; elle présente un plan quadrangulaire en pyramide tronquée.
La construction de cette tour a commencé à la suite d'une concession en 1485 par laquelle le roi Ferdinand d'Aragon a donné à Riccardo d'Orefice le pouvoir de construire une tour pour défendre le port et la plage du Fortore. Cependant, elle ne fut mise en service qu'en 1519. La même année, Charles Quint réitéra la concession en faveur d'Antonio de Francesco, l'obligeant à construire la tour dans un délai de deux ans. À sa mort peu de temps après, son fils Geronimo et plus tard son autre fils Agostino lui succédèrent dans la concession. En 1560, en raison des dettes contractées par le dernier successeur, la tour, achevée vers 1540, fut confisquée par la Cour royale.

## Description
L'accès à la tour se faisait au sommet par un escalier escamotable en bois, remplacé plus tard par une rampe en maçonnerie placée sur le mur amont. Le mur face à la mer est aveugle (car plus exposé au danger), les deux côtés sont uniquement équipés de fenêtres.